# Partidul Comunist din India

Partidul Comunist din India este un partid comunist din India.
Partidul a fost fondat în anul 1920.
Secretar General partidului este A.B. Bardhan.
Partidul pubică New Age.
Organizația de tineret a partidului se numește All India Youth Federation.
La alegerile parlamentare din anul 2004, partidul a obținut 5 434 738 de voturi (1.4 %, 10 locuri).